# Пого (комикс)
Пого — американский газетный комикс, выходивший с 4 октября 1948 года по 20 июля 1975 года, созданный художником Уолтером Келли, а также имя главного героя этого комикса, антропоморфного опоссума.
По жанру комикс сначала относился к «забавным историям» с достаточно безобидным юмором, однако вскоре обратился к острой политической и социальной сатире. Его герои — различные антропоморфные животные, якобы проживающие на болоте Окефеноки в штате Джорджия; всего за время существования комикса на его страницах, по некоторым оценкам, действовало более 1000 различных персонажей, образы многих из которых были основаны на тех или иных известных американских политиках середины XX века. В речи персонажей комикса встречались особые слова, которые его автор называл «болотным жаргоном».
По мнению Андреаса Книгге, комикс является одним из «самых гениальных газетных комиксов о животных в истории комиксов» и «виртуозно исполненном сатирическим шедевром». Харальд Хавас рассматривает «Пого» как «пожалуй, самый психоаналитический и самый политический американский комикс в принципе».
В 1951 году Келли получил за комикс «Пого» Рувимовскую премию. После смерти Келли в 1973 году комикс продолжал выходить в течение двух лет благодаря усилиям его вдовы.